# San Martín de Valderaduey
San Martín de Valderaduey ist ein nordwestspanischer Ort und eine Gemeinde (municipio) mit 45 Einwohnern (Stand: 2024) im Osten der Provinz Zamora in der Autonomen Gemeinschaft Kastilien-León.

## Lage und Klima
San Martín de Valderaduey liegt in der kastilisch-leonesischen Hochebene in einer Höhe von etwa 680 m. Die Provinzhauptstadt Zamora befindet sich ca. 38 Kilometer südwestlich. Das Klima im Winter ist durchaus kalt, im Sommer dagegen warm bis heiß; die spärlichen Regenfälle (ca. 492 mm/Jahr) fallen verteilt übers ganze Jahr.

## Bevölkerungsentwicklung
| Jahr      | 1970 | 1981 | 1991 | 2001 | 2011 | 2021 |
| Einwohner | 221  | 163  | 103  | 94   | 81   | 50   |

Der deutliche Bevölkerungsrückgang in der zweiten Hälfte des 20. Jahrhunderts ist im Wesentlichen auf die Mechanisierung der Landwirtschaft, die Aufgabe bäuerlicher Kleinbetriebe („Höfesterben“) und den damit einhergehenden Verlust von Arbeitsplätzen zurückzuführen.

## Sehenswürdigkeiten
- Martinskirche (Iglesia de San Martín de Tours)

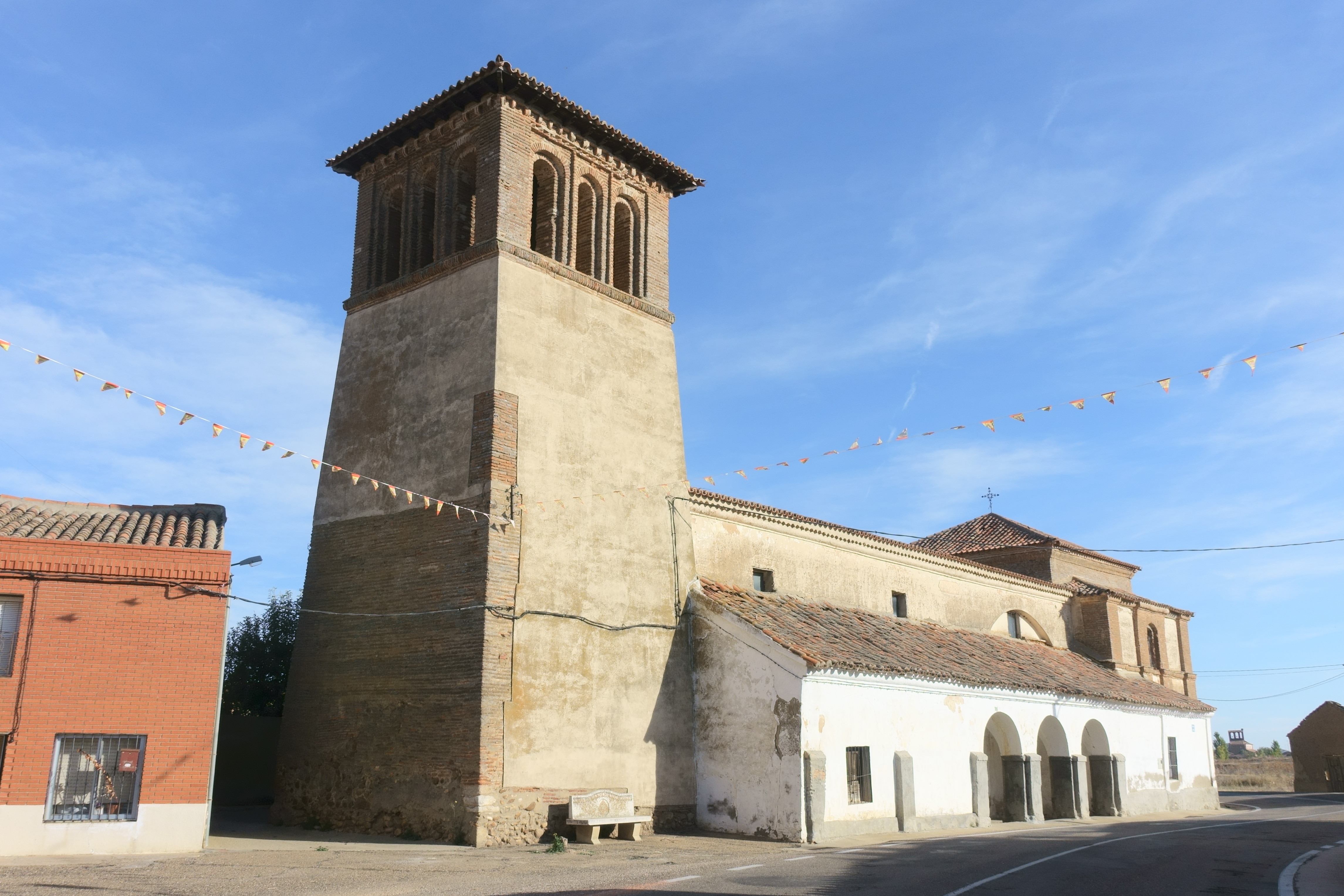
Martinskirche
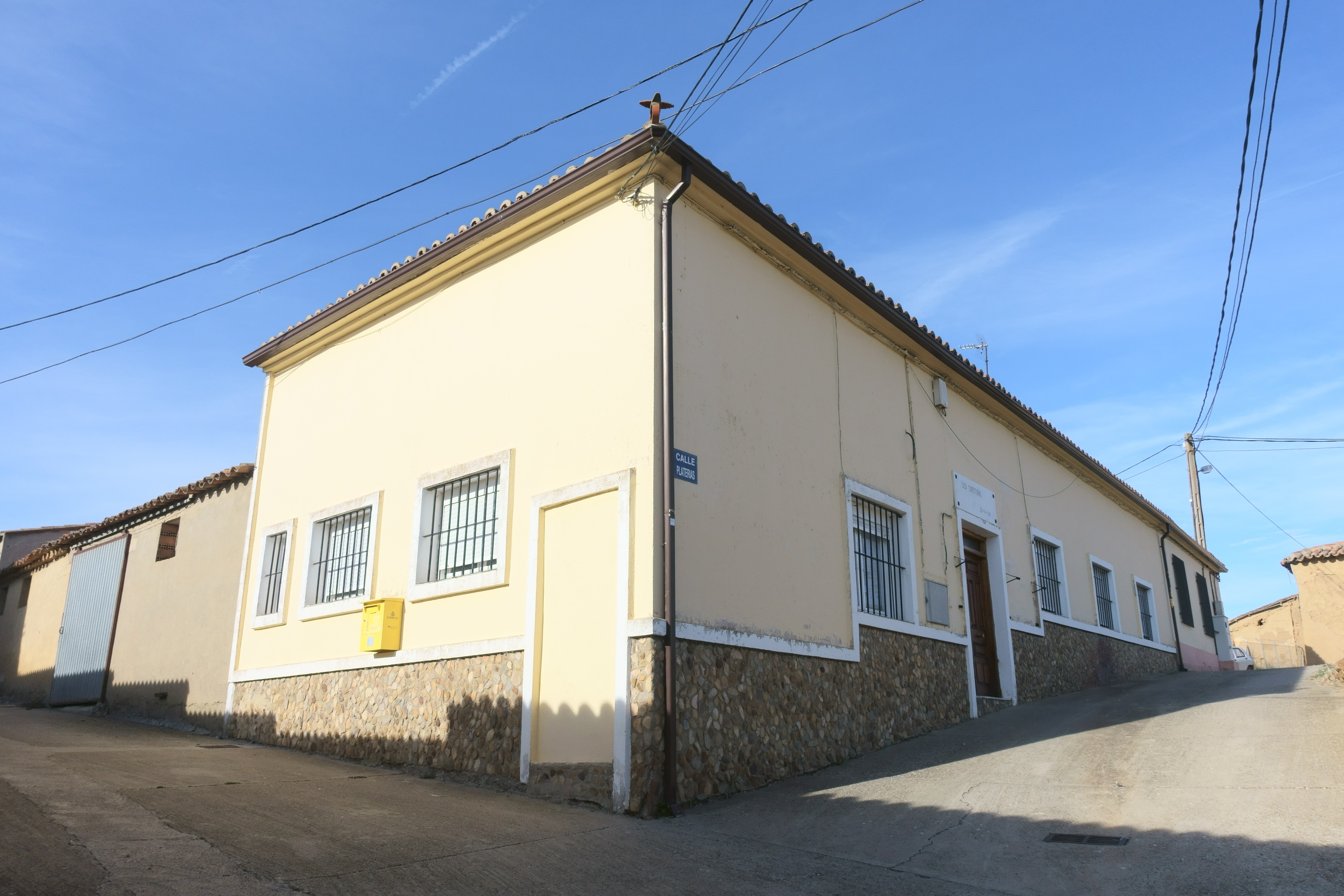
Rathaus